# Liste des choix de repêchages des Oilers d'Edmonton
Cette liste contient tous les joueurs de hockey sur glace ayant été repêchés par les Oilers d’Edmonton, franchise de la Ligue nationale de hockey. Les joueurs listés ci-dessus n'ont pas obligatoirement joué un match sous le maillot de l'équipe.
Elle regroupe les joueurs depuis le Repêchage de 1973 au Repêchage de 1977 de l'Association mondiale de hockey, puis du Repêchage de 1979 de la LNH jusqu’à aujourd’hui,,. Les joueurs sont classés par année de repêchage. Les deux premières colonnes donnent le rang et le tour duquel le joueur a été repêché suivis de son nom, de sa nationalité et de sa position de jeu.

## Les repêchages amateurs de l'AMH

### 1973
| No | Tour | Nom             | Nationalité | Position     |
| -- | ---- | --------------- | ----------- | ------------ |
| 6  | 1er  | John Rogers     | Canada      | Ailier droit |
| 20 | 2e   | Jim McCrimmon   | Canada      | Défenseur    |
| 30 | 3e   | Blair MacDonald | Canada      | Ailier droit |
| 32 | 3e   | Dave Lewis      | Canada      | Défenseur    |
| 39 | 4e   | Bill Laing      | Canada      | Centre       |
| 45 | 4e   | Jim Moxey       | Canada      | Ailier droit |
| 58 | 5e   | Ken Houston     | Canada      | Défenseur    |
| 65 | 6e   | Dave Pay        | Canada      | Centre       |
| 71 | 6e   | Yvon Bouillon   | Canada      | Centre       |
| 84 | 7e   | Dwayne Pentland | Canada      | Défenseur    |

### 1974
| No  | Tour | Nom            | Nationalité | Position      |
| --- | ---- | -------------- | ----------- | ------------- |
| 8   | 1er  | Gary Soetaert  | Canada      | Défenseur     |
| 23  | 2e   | Glen Burdon    | Canada      | Défenseur     |
| 38  | 3e   | Paul Holmgren  | États-Unis  | Ailier droit  |
| 53  | 4e   | Kevin Treacy   | Canada      | Ailier droit  |
| 67  | 5e   | Dave Langevin  | États-Unis  | Défenseur     |
| 82  | 6e   | Bernard Noreau | Canada      | Ailier droit  |
| 97  | 7e   | Tom Sundberg   | États-Unis  | Centre        |
| 112 | 8e   | Cam Botting    | Canada      | Ailier droit  |
| 127 | 9e   | Marty Mathews  | Canada      | Ailier gauche |
| 140 | 10e  | Willie Friesen | Canada      | Ailier gauche |
| 7   | S    | Clark Gillies  | Canada      | Ailier gauche |
| 19  | S    | Mike Rogers    | Canada      | Centre        |

### 1975
| No  | Tour | Nom            | Nationalité | Position       |
| --- | ---- | -------------- | ----------- | -------------- |
| 6   | 1er  | Barry Dean     | Canada      | Ailier gauche  |
| 21  | 2e   | Peter Morris   | Canada      | Ailier gauche  |
| 36  | 3e   | Barry Smith    | Canada      | Centre         |
| 51  | 4e   | Stu Younger    | Canada      | Ailier gauche  |
| 66  | 5e   | Jim Ofrim      | Canada      | Centre         |
| 79  | 6e   | Bob Sunderland | États-Unis  | Défenseur      |
| 93  | 7e   | Dave Bell      | Canada      | Centre         |
| 105 | 8e   | Sid Veysey     | Canada      | Centre         |
| 117 | 9e   | Bob Russell    | Canada      | Centre         |
| 130 | 10e  | Jean Thibodeau | Canada      | Centre         |
| 143 | 11e  | Brian Petrovek | États-Unis  | Gardien de but |
| 154 | 12e  | Jim Montgomery | Canada      | Centre         |
| 164 | 13e  | Terry Angel    | Canada      | Ailier droit   |
| 171 | 14e  | Rick Shinske   | Canada      | Centre         |

### 1976
| No  | Tour | Nom                 | Nationalité | Position       |
| --- | ---- | ------------------- | ----------- | -------------- |
| 1er | 1er  | Blair Chapman       | Canada      | Ailier droit   |
| 6   | 1er  | Bernie Federko      | Canada      | Centre         |
| 28  | 3e   | Harold Phillipoff   | Canada      | Ailier gauche  |
| 30  | 3e   | Drew Callander      | Canada      | Centre         |
| 36  | 4e   | Brian Sutter        | Canada      | Ailier gauche  |
| 48  | 5e   | Yvon Vautour        | Canada      | Ailier droit   |
| 60  | 6e   | Tim Williams        | Canada      | Défenseur      |
| 72  | 7e   | Gordon Blumenschein | Canada      | Centre         |
| 84  | 8e   | John Tavella        | Canada      | Ailier gauche  |
| 95  | 9e   | Al Dumba            | Canada      | Ailier droit   |
| 106 | 10e  | Jim Bedard          | Canada      | Gardien de but |

### 1977
| No | Tour | Nom            | Nationalité | Position       |
| -- | ---- | -------------- | ----------- | -------------- |
| 4  | 1er  | Mike Crombeen  | Canada      | Ailier droit   |
| 24 | 3e   | Kim Davis      | Canada      | Centre         |
| 33 | 4e   | Neil LaBatte   | Canada      | Défenseur      |
| 34 | 4e   | Dan Clark      | Canada      | Défenseur      |
| 42 | 5e   | Rocky Saganiuk | Canada      | Ailier droit   |
| 51 | 6e   | Julian Baretta | États-Unis  | Gardien de but |
| 60 | 7e   | Dave Hoyda     | Canada      | Ailier gauche  |
| 69 | 8e   | Ray Creasy     | Canada      | Centre         |
| 77 | 9e   | Guy Lash       | Canada      | Ailier droit   |
| 85 | 10e  | Owen Lloyd     | Canada      | Défenseur      |

## Les repêchages d'entrée de la LNH
| Sommaire |
| Repêchages amateurs de l'AMH : 1973 \| 1974 \|1975 \| 1976 \| 1977 |
| Repêchages d'entrée de la LNH : 1979 \| 1980 \| 1981 \| 1982 \| 1983 \| 1984 \| 1985 \| 1986 \| 1987 \| 1988 1989 \| 1990 \| 1991 \| 1992 \| 1993 \| 1994 \| 1995 \| 1996 \| 1997 \| 1998 1999 \| 2000 \| 2001 \| 2002 \| 2003 \| 2004 \| 2005 \| 2006 \| 2007 \| 2008 2009 \| 2010 \| 2011 \| 2012 \| 2013 \| 2014 \| 2015 \| 2016 \| 2017 \| 2018 2019 \| 2020 \| 2021 |
| Références |

### 1979
| No  | Tour | Nom               | Nationalité | Position     |
| --- | ---- | ----------------- | ----------- | ------------ |
| 21  | 1er  | Kevin Lowe        | Canada      | Défenseur    |
| 48  | 3e   | Mark Messier      | Canada      | Centre       |
| 69  | 4e   | Glenn Anderson    | Canada      | Ailier droit |
| 84  | 4e   | Maxwell Kostovich | Canada      | Ailier droit |
| 105 | 5e   | Michael Toal      | Canada      | Centre       |
| 126 | 6e   | Blair Barnes      | Canada      | Ailier droit |

### 1980
| No  | Tour | Nom                    | Nationalité | Position       |
| --- | ---- | ---------------------- | ----------- | -------------- |
| 6   | 1er  | Paul Coffey            | Canada      | Défenseur      |
| 48  | 3e   | Shawn Babcock          | Canada      | Ailier droit   |
| 69  | 4e   | Jari Kurri             | Finlande    | Centre         |
| 90  | 5e   | Walt Poddubny          | Canada      | Ailier gauche  |
| 111 | 6e   | Mike Winther           | Canada      | Centre         |
| 132 | 7e   | Andy Moog              | Canada      | Gardien de but |
| 153 | 8e   | Rob Polman-Tuin        | Canada      | Gardien de but |
| 174 | 9e   | Lars-Gunnar Pettersson | Suède       | Ailier gauche  |

### 1981
| No  | Tour | Nom              | Nationalité     | Position       |
| --- | ---- | ---------------- | --------------- | -------------- |
| 8   | 1er  | Grant Fuhr       | Canada          | Gardien de but |
| 29  | 2e   | Todd Strueby     | Canada          | Ailier gauche  |
| 71  | 4e   | Paul Houck       | Canada          | Ailier droit   |
| 92  | 5e   | Phil Drouillard  | Canada          | Défenseur      |
| 111 | 6e   | Steve Smith      | Canada          | Défenseur      |
| 113 | 6e   | Marc Habscheid   | Canada          | Centre         |
| 155 | 8e   | Michael Sturgeon | Canada          | Défenseur      |
| 176 | 9e   | Miloslav Horava  | Tchécoslovaquie | Défenseur      |
| 197 | 10e  | Gord Sherven     | Canada          | Centre         |

### 1982
| No  | Tour | Nom             | Nationalité     | Position       |
| --- | ---- | --------------- | --------------- | -------------- |
| 20  | 1er  | Jim Playfair    | Canada          | Défenseur      |
| 41  | 2e   | Steve Graves    | Canada          | Ailier gauche  |
| 62  | 3e   | Brent Loney     | Canada          | Ailier gauche  |
| 83  | 4e   | Jaroslav Pouzar | Tchécoslovaquie | Ailier gauche  |
| 104 | 5e   | Dwayne Boettger | Canada          | Défenseur      |
| 125 | 6e   | Raimo Summanen  | Finlande        | Ailier droit   |
| 146 | 7e   | Brian Small     | Canada          | Ailier droit   |
| 167 | 8e   | Dean Clark      | Canada          | Ailier gauche  |
| 188 | 9e   | Ian Wood        | Canada          | Gardien de but |
| 209 | 10e  | Grant Dion      | Canada          | Défenseur      |
| 230 | 11e  | Chris Smith     | Canada          | Gardien de but |
| 251 | 12e  | Jeff Crawford   | Canada          | Ailier gauche  |

### 1983
| No  | Tour | Nom              | Nationalité | Position       |
| --- | ---- | ---------------- | ----------- | -------------- |
| 19  | 1er  | Jeff Beukeboom   | Canada      | Défenseur      |
| 40  | 2e   | Mike Golden      | États-Unis  | Centre         |
| 60  | 3e   | Mike Flanagan    | États-Unis  | Défenseur      |
| 80  | 4e   | Esa Tikkanen     | Finlande    | Ailier gauche  |
| 120 | 6e   | Don Barber       | Canada      | Ailier gauche  |
| 140 | 7e   | Dale Derkatch    | Canada      | Centre         |
| 160 | 8e   | Ralph Vos        | Canada      | Ailier gauche  |
| 180 | 9e   | David Roach      | Canada      | Gardien de but |
| 200 | 10e  | Warren Yadlowski | Canada      | Centre         |
| 220 | 11e  | John Miner       | Canada      | Défenseur      |
| 240 | 12e  | Steven Woodburn  | Canada      | Défenseur      |

### 1984
| No  | Tour | Nom               | Nationalité     | Position       |
| --- | ---- | ----------------- | --------------- | -------------- |
| 21  | 1er  | Selmar Odelein    | Canada          | Défenseur      |
| 42  | 2e   | Daryl Reaugh      | Canada          | Gardien de but |
| 63  | 3e   | Todd Norman       | États-Unis      | Centre         |
| 84  | 4e   | Richard Novak     | Canada          | Ailier droit   |
| 105 | 5e   | Richard Lambert   | Canada          | Ailier gauche  |
| 106 | 6e   | Emanuel Viveiros  | Canada          | Défenseur      |
| 126 | 6e   | Ivan Dornič       | Tchécoslovaquie | Ailier gauche  |
| 147 | 7e   | Heikki Riihijärvi | Finlande        | Défenseur      |
| 168 | 8e   | Todd Ewen         | Canada          | Ailier droit   |
| 209 | 10e  | Joel Curtis       | Canada          | Ailier gauche  |
| 229 | 11e  | Simon Wheeldon    | Canada          | Centre         |
| 250 | 12e  | Darren Gani       | Canada          | Défenseur      |

### 1985
| No  | Tour | Nom              | Nationalité     | Position       |
| --- | ---- | ---------------- | --------------- | -------------- |
| 20  | 1er  | Scott Metcalfe   | Canada          | Ailier gauche  |
| 41  | 2e   | Todd Carnelley   | Canada          | Défenseur      |
| 62  | 3e   | Mike Ware        | Canada          | Ailier droit   |
| 104 | 5e   | Thomas Kapusta   | Tchécoslovaquie | Centre         |
| 125 | 6e   | Brian Tessier    | Canada          | Gardien de but |
| 146 | 7e   | Shawn Tyers      | Canada          | Ailier droit   |
| 167 | 8e   | Tony Fairfield   | Canada          | Ailier droit   |
| 188 | 9e   | Kelly Buchberger | Canada          | Ailier droit   |
| 209 | 10e  | Mario Barbe      | Canada          | Défenseur      |
| 230 | 11e  | Peter Headon     | Canada          | Ailier gauche  |
| 251 | 12e  | John Haley       | États-Unis      | Gardien de but |

### 1986
| No  | Tour | Nom              | Nationalité     | Position       |
| --- | ---- | ---------------- | --------------- | -------------- |
| 21  | 1er  | Kim Issel        | Canada          | Ailier droit   |
| 42  | 2e   | Jamie Nicolls    | Canada          | Ailier gauche  |
| 63  | 3e   | Ron Shudra       | Canada          | Défenseur      |
| 84  | 4e   | Dan Currie       | Canada          | Ailier gauche  |
| 105 | 5e   | David Haas       | Canada          | Ailier gauche  |
| 126 | 6e   | Jim Ennis        | Canada          | Défenseur      |
| 147 | 7e   | Ivan Matulik     | Tchécoslovaquie | Ailier gauche  |
| 168 | 8e   | Nicolas Beaulieu | Canada          | Ailier gauche  |
| 189 | 9e   | Mike Greenlay    | Canada          | Gardien de but |
| 210 | 10e  | Matt Lanza       | États-Unis      | Défenseur      |
| 231 | 11e  | Mojmír Božík     | Tchécoslovaquie | Défenseur      |
| 252 | 12e  | Tony Hand        | Angleterre      | Centre         |
| 7   | R.S  | Peter Heinze     | États-Unis      | Défenseur      |

### 1987
| No  | Tour | Nom             | Nationalité      | Position       |
| --- | ---- | --------------- | ---------------- | -------------- |
| 21  | 1er  | Peter Soberlak  | Canada           | Ailier gauche  |
| 42  | 2e   | Brad Werenka    | Canada           | Défenseur      |
| 63  | 3e   | Geoff Smith     | Canada           | Défenseur      |
| 64  | 4e   | Peter Eriksson  | Suède            | Ailier gauche  |
| 105 | 5e   | Shaun Van Allen | Canada           | Centre         |
| 126 | 6e   | Radek Ťoupal    | Tchécoslovaquie  | Centre         |
| 147 | 7e   | Tomas Srsen     | Tchécoslovaquie  | Ailier droit   |
| 168 | 8e   | Åge Ellingsen   | Norvège          | Défenseur      |
| 189 | 9e   | Gavin Armstrong | Canada           | Gardien de but |
| 210 | 10e  | Michael Tinkham | États-Unis       | Ailier droit   |
| 231 | 11e  | Jeff Pauletti   | États-Unis       | Défenseur      |
| 241 | 12e  | Jesper Duus     | Danemark         | Défenseur      |
| 252 | 12e  | Igor Viazmikine | Union soviétique | Ailier droit   |

### 1988
| No  | Tour | Nom              | Nationalité      | Position       |
| --- | ---- | ---------------- | ---------------- | -------------- |
| 19  | 1er  | François Leroux  | Canada           | Défenseur      |
| 39  | 2e   | Petro Koivunen   | Finlande         | Ailier droit   |
| 53  | 3e   | Trevor Sim       | Canada           | Ailier droit   |
| 61  | 3e   | Collin Bauer     | Canada           | Défenseur      |
| 82  | 4e   | Cam Brauer       | Canada           | Défenseur      |
| 103 | 5e   | Donald Martin    | Canada           | Ailier gauche  |
| 124 | 6e   | Len Barrie       | Canada           | Centre         |
| 145 | 7e   | Michael Glover   | Canada           | Ailier droit   |
| 166 | 8e   | Shjon Podein     | États-Unis       | Ailier gauche  |
| 187 | 9e   | Thomas Cole      | États-Unis       | Gardien de but |
| 208 | 10e  | Vladimir Zoubkov | Union soviétique | Défenseur      |
| 229 | 11e  | Darin MacDonald  | Canada           | Ailier gauche  |
| 250 | 12e  | Timothy Tisdale  | Canada           | Centre         |
| 24  | R.S  | Brian Dowd       | Canada           | Défenseur      |

### 1989
| No  | Tour | Nom              | Nationalité      | Position      |
| --- | ---- | ---------------- | ---------------- | ------------- |
| 15  | 1er  | Jason Soules     | Canada           | Défenseur     |
| 36  | 2e   | Richard Borgo    | Canada           | Ailier droit  |
| 78  | 4e   | Josef Beránek    | Tchécoslovaquie  | Ailier gauche |
| 92  | 5e   | Peter White      | Canada           | Centre        |
| 120 | 6e   | Anatoli Semionov | Union soviétique | Centre        |
| 140 | 7e   | Davis Payne      | Canada           | Ailier gauche |
| 141 | 7e   | Sergueï Iachine  | Union Soviétique | Ailier gauche |
| 162 | 8e   | Darcy Martini    | Canada           | Défenseur     |
| 225 | 11e  | Roman Božek      | Tchécoslovaquie  | Ailier droit  |
| 20  | R.S  | David Aiken      | États-Unis       | Ailier gauche |

### 1990
| No  | Tour | Nom               | Nationalité     | Position       |
| --- | ---- | ----------------- | --------------- | -------------- |
| 17  | 1er  | Scott Allison     | Canada          | Centre         |
| 38  | 2e   | Alexandre Legault | Canada          | Défenseur      |
| 59  | 3e   | Joe Crowley       | États-Unis      | Ailier gauche  |
| 67  | 4e   | Joel Blain        | Canada          | Ailier gauche  |
| 101 | 5e   | Greg Louder       | États-Unis      | Gardien de but |
| 122 | 6e   | Keijo Sailynoja   | Finlande        | Ailier droit   |
| 143 | 7e   | Michael Power     | Canada          | Gardien de but |
| 164 | 8e   | Roman Mejzlik     | Tchécoslovaquie | Ailier gauche  |
| 185 | 9e   | Richard Žemlička  | Tchécoslovaquie | Ailier droit   |
| 206 | 10e  | Petr Kořínek      | Tchécoslovaquie | Centre         |
| 248 | 12e  | Sami Nuutinen     | Finlande        | Défenseur      |
| 21  | R.S  | Sandy Galuppo     | États-Unis      | Gardien de but |

### 1991
| No  | Tour | Nom                   | Nationalité      | Position       |
| --- | ---- | --------------------- | ---------------- | -------------- |
| 12  | 1er  | Tyler Wright          | Canada           | Centre         |
| 20  | 1er  | Martin Ručinský       | Tchécoslovaquie  | Ailier gauche  |
| 34  | 2e   | Andrew Verner         | Canada           | Gardien de but |
| 56  | 3e   | George Breen          | États-Unis       | Ailier droit   |
| 78  | 4e   | Mario Nobili          | Canada           | Ailier gauche  |
| 93  | 5e   | Ryan Haggerty         | États-Unis       | Centre         |
| 144 | 7e   | David Oliver          | Canada           | Ailier droit   |
| 166 | 8e   | Gary Kitching         | Canada           | Centre         |
| 210 | 10e  | Vegar Barlie          | Norvège          | Ailier droit   |
| 232 | 11e  | Ievgueni Belocheïkine | Union soviétique | Gardien de but |
| 254 | 12e  | Juha Riihijärvi       | Finlande         | Ailier droit   |
| 18  | R.S  | Tom Holdeman          | États-Unis       | Ailier droit   |

### 1992
| No  | Tour | Nom              | Nationalité     | Position       |
| --- | ---- | ---------------- | --------------- | -------------- |
| 13  | 1er  | Joe Hulbig       | États-Unis      | Ailier gauche  |
| 37  | 2e   | Martin Reichel   | Tchécoslovaquie | Ailier droit   |
| 61  | 3e   | Simon Roy        | Canada          | Défenseur      |
| 65  | 3e   | Kirk Maltby      | Canada          | Ailier gauche  |
| 96  | 4e   | Ralph Intranuovo | Canada          | Centre         |
| 109 | 5e   | Joaquin Gage     | Canada          | Gardien de but |
| 157 | 7e   | Steve Gibson     | Canada          | Ailier gauche  |
| 181 | 8e   | Kyuin Shim       | Corée du Sud    | Ailier droit   |
| 190 | 8e   | Colin Schmidt    | Canada          | Centre         |
| 205 | 9e   | Marko Tuomainen  | Finlande        | Ailier droit   |
| 253 | 11e  | Bryan Rasmussen  | États-Unis      | Ailier gauche  |

### 1993
| No  | Tour | Nom              | Nationalité        | Position       |
| --- | ---- | ---------------- | ------------------ | -------------- |
| 7   | 1er  | Jason Arnott     | Canada             | Centre         |
| 16  | 1er  | Nick Stajduhar   | Canada             | Défenseur      |
| 33  | 2e   | David Výborný    | République tchèque | Ailier droit   |
| 59  | 3e   | Kevin Paden      | États-Unis         | Centre         |
| 60  | 3e   | Aleksandrs Kerčs | Russie             | Ailier droit   |
| 111 | 5e   | Miroslav Šatan   | Slovaquie          | Ailier droit   |
| 163 | 7e   | Aleksandr Jourik | Russie             | Défenseur      |
| 189 | 8e   | Martin Bakula    | République tchèque | Défenseur      |
| 215 | 9e   | Brad Norton      | États-Unis         | Défenseur      |
| 241 | 10e  | Oleg Maltsev     | Russie             | Ailier gauche  |
| 267 | 11e  | Ilia Biakine     | Russie             | Défenseur      |
| 7   | R.S  | Brett Abel       | États-Unis         | Gardien de but |

### 1994
| No  | Tour | Nom                | Nationalité        | Position       |
| --- | ---- | ------------------ | ------------------ | -------------- |
| 4   | 1er  | Jason Bonsignore   | États-Unis         | Centre         |
| 6   | 1er  | Ryan Smyth         | Canada             | Ailier gauche  |
| 32  | 2e   | Mike Watt          | Canada             | Ailier gauche  |
| 53  | 3e   | Corey Neilson      | Canada             | Défenseur      |
| 60  | 3e   | Brad Symes         | Canada             | Défenseur      |
| 79  | 4e   | Adam Copeland      | Canada             | Ailier droit   |
| 95  | 4e   | Jussi Tarvainen    | Finlande           | Centre         |
| 110 | 5e   | Jon Gaskins        | États-Unis         | Défenseur      |
| 136 | 6e   | Terry Marchant     | États-Unis         | Ailier gauche  |
| 160 | 7e   | Curtis Sheptak     | Canada             | Ailier gauche  |
| 162 | 7e   | Dimitrius Sulba    | Russie             | Ailier droit   |
| 179 | 7e   | Chris Wickenheiser | Canada             | Gardien de but |
| 185 | 8e   | Rob Guinn          | Canada             | Défenseur      |
| 188 | 8e   | Jason Reid         | Canada             | Défenseur      |
| 214 | 9e   | Jeremy Jablonski   | Canada             | Gardien de but |
| 266 | 11e  | Ladislav Benýšek   | République tchèque | Défenseur      |
| 6   | R.S  | Chad Dameworth     | États-Unis         | Défenseur      |

### 1995
| No  | Tour | Nom             | Nationalité        | Position       |
| --- | ---- | --------------- | ------------------ | -------------- |
| 6   | 1er  | Steve Kelly     | Canada             | Centre         |
| 31  | 2e   | Georges Laraque | Canada             | Ailier droit   |
| 57  | 3e   | Lukas Zib       | République tchèque | Défenseur      |
| 83  | 4e   | Mike Minard     | Canada             | Gardien de but |
| 109 | 5e   | Jan Snopek      | République tchèque | Défenseur      |
| 161 | 7e   | Martin Cerven   | Slovaquie          | Centre         |
| 187 | 8e   | Steven Douglas  | Canada             | Défenseur      |
| 213 | 9e   | Jiri Antonin    | République tchèque | Défenseur      |

### 1996
| No  | Tour | Nom                 | Nationalité | Position       |
| --- | ---- | ------------------- | ----------- | -------------- |
| 6   | 1er  | Boyd Devereaux      | Canada      | Centre         |
| 19  | 1er  | Matthieu Descôteaux | Canada      | Défenseur      |
| 32  | 2e   | Chris Hajt          | Canada      | Défenseur      |
| 59  | 3e   | Tom Poti            | États-Unis  | Défenseur      |
| 114 | 5e   | Brian Urick         | États-Unis  | Ailier droit   |
| 141 | 6e   | Bryan Randall       | Canada      | Centre         |
| 168 | 7e   | David Bernier       | Canada      | Ailier droit   |
| 170 | 7e   | Brandon Lafrance    | Canada      | Ailier droit   |
| 195 | 8e   | Fernando Pisani     | Canada      | Ailier droit   |
| 221 | 9e   | John Hultberg       | États-Unis  | Gardien de but |

### 1997
| No  | Tour | Nom                 | Nationalité | Position       |
| --- | ---- | ------------------- | ----------- | -------------- |
| 14  | 1er  | Michel Riesen       | Suisse      | Ailier gauche  |
| 41  | 2e   | Patrick Dovigi      | Canada      | Gardien de but |
| 68  | 3e   | Sergueï Ierkovitch  | Russie      | Défenseur      |
| 94  | 4e   | Jonas Elofssön      | Suède       | Défenseur      |
| 121 | 5e   | Jason Chimera       | Canada      | Ailier gauche  |
| 141 | 6e   | Peter Sarno         | Canada      | Centre         |
| 176 | 7e   | Kevin Bolibruck     | Canada      | Défenseur      |
| 187 | 7e   | Chad Hinz           | Canada      | Centre         |
| 205 | 8e   | Chris Kerr          | Canada      | Défenseur      |
| 231 | 9e   | Alexandre Fomitchev | Russie      | Gardien de but |

### 1998
| No  | Tour | Nom                | Nationalité | Position       |
| --- | ---- | ------------------ | ----------- | -------------- |
| 13  | 1er  | Michael Henrich    | Canada      | Ailier droit   |
| 67  | 3e   | Alex Henry         | Canada      | Défenseur      |
| 99  | 4e   | Shawn Horcoff      | Canada      | Centre         |
| 113 | 4e   | Kristian Antila    | Finlande    | Gardien de but |
| 128 | 5e   | Paul Elliott       | Canada      | Défenseur      |
| 144 | 5e   | Oleg Smirnov       | Russie      | Ailier gauche  |
| 159 | 6e   | Trevor Ettinger    | Canada      | Défenseur      |
| 186 | 7e   | Mike Morrison      | États-Unis  | Gardien de but |
| 213 | 8e   | Christian Lefebvre | Canada      | Défenseur      |
| 241 | 9e   | Maxim Spiridonov   | Russie      | Ailier droit   |

### 1999
| No  | Tour | Nom                | Nationalité | Position       |
| --- | ---- | ------------------ | ----------- | -------------- |
| 13  | 1er  | Jani Rita          | Finlande    | Ailier gauche  |
| 36  | 2e   | Alekseï Semionov   | Russie      | Défenseur      |
| 41  | 2e   | Tony Salmelainen   | Finlande    | Ailier gauche  |
| 81  | 3e   | Adam Hauser        | États-Unis  | Gardien de but |
| 91  | 3e   | Mike Comrie        | Canada      | Centre         |
| 139 | 5e   | Jonathan Fauteux   | Canada      | Défenseur      |
| 171 | 6e   | Chris Legg         | Canada      | Centre         |
| 199 | 7e   | Christian Chartier | Canada      | Défenseur      |
| 256 | 9e   | Tamás Gröschl      | Hongrie     | Ailier droit   |

### 2000
| No  | Tour | Nom                 | Nationalité | Position      |
| --- | ---- | ------------------- | ----------- | ------------- |
| 17  | 1er  | Alekseï Mikhnov     | Ukraine     | Ailier gauche |
| 35  | 2e   | Brad Winchester     | États-Unis  | Ailier gauche |
| 83  | 3e   | Aleksandr Lioubimov | Russie      | Défenseur     |
| 113 | 4e   | Lou Dickenson       | Canada      | Centre        |
| 152 | 5e   | Paul Flache         | Canada      | Défenseur     |
| 184 | 6e   | Shaun Norrie        | Canada      | Ailier droit  |
| 211 | 7e   | Joe Cullen          | États-Unis  | Centre        |
| 215 | 7e   | Matthew Lombardi    | Canada      | Centre        |
| 247 | 8e   | Jason Platt         | États-Unis  | Défenseur     |
| 274 | 9e   | Ievgueni Mouratov   | Russie      | Ailier gauche |

### 2001
| No  | Tour | Nom             | Nationalité        | Position       |
| --- | ---- | --------------- | ------------------ | -------------- |
| 13  | 1er  | Aleš Hemský     | République tchèque | Ailier droit   |
| 43  | 2e   | Doug Lynch      | Canada             | Défenseur      |
| 52  | 2e   | Edward Caron    | États-Unis         | Ailier gauche  |
| 84  | 3e   | Kenny Smith     | États-Unis         | Défenseur      |
| 133 | 5e   | Jussi Markkanen | Finlande           | Gardien de but |
| 154 | 5e   | Jake Brenk      | États-Unis         | Centre         |
| 185 | 6e   | Mikael Svensk   | Suède              | Défenseur      |
| 215 | 7e   | Dan Baum        | Canada             | Centre         |
| 248 | 8e   | Kari Haakana    | Finlande           | Défenseur      |
| 272 | 9e   | Aleš Píša       | République tchèque | Défenseur      |
| 278 | 9e   | Shay Stephenson | Canada             | Ailier gauche  |

### 2002
| No  | Tour | Nom                     | Nationalité        | Position       |
| --- | ---- | ----------------------- | ------------------ | -------------- |
| 15  | 1er  | Jesse Niinimäki         | Finlande           | Centre         |
| 31  | 2e   | Jeff Drouin-Deslauriers | Canada             | Gardien de but |
| 36  | 2e   | Jarret Stoll            | Canada             | Centre         |
| 44  | 2e   | Matt Greene             | États-Unis         | Défenseur      |
| 79  | 3e   | Brock Radunske          | Canada             | Ailier gauche  |
| 106 | 4e   | Ivan Koltsov            | Russie             | Défenseur      |
| 111 | 4e   | Jonas Almtorp           | Suède              | Centre         |
| 123 | 4e   | Robin Kovář             | République tchèque | Défenseur      |
| 148 | 5e   | Glenn Fisher            | Canada             | Gardien de but |
| 181 | 6e   | Mikko Luoma             | Finlande           | Défenseur      |
| 205 | 7e   | Jean-François Dufort    | Canada             | Ailier gauche  |
| 211 | 7e   | Patrick Murphy          | États-Unis         | Ailier gauche  |
| 244 | 8e   | Dwight Helminen         | États-Unis         | Centre         |
| 245 | 8e   | Tomáš Micka             | République tchèque | Ailier gauche  |
| 274 | 9e   | Fredrik Johansson       | Suède              | Centre         |

### 2003
| No  | Tour | Nom                   | Nationalité        | Position      |
| --- | ---- | --------------------- | ------------------ | ------------- |
| 22  | 1er  | Marc-Antoine Pouliot  | Canada             | Centre        |
| 51  | 2e   | Colin McDonald        | États-Unis         | Ailier droit  |
| 68  | 2e   | Jean-François Jacques | Canada             | Ailier gauche |
| 72  | 3e   | Mikhaïl Joukov        | Russie             | Centre        |
| 94  | 3e   | Zack Stortini         | Canada             | Ailier droit  |
| 147 | 5e   | Kalle Olsson          | Suède              | Ailier gauche |
| 154 | 5e   | David Rohlfs          | États-Unis         | Ailier droit  |
| 184 | 6e   | Dragan Umicevic       | Suède              | Ailier gauche |
| 214 | 7e   | Kyle Brodziak         | Canada             | Centre        |
| 215 | 7e   | Mathieu Roy           | Canada             | Défenseur     |
| 248 | 8e   | Josef Hrabal          | République tchèque | Défenseur     |
| 278 | 9e   | Troy Bodie            | Canada             | Ailier droit  |

### 2004
| No  | Tour | Nom             | Nationalité | Position       |
| --- | ---- | --------------- | ----------- | -------------- |
| 14  | 1er  | Devan Dubnyk    | Canada      | Gardien de but |
| 25  | 1er  | Rob Schremp     | États-Unis  | Centre         |
| 44  | 2e   | Roman Tesliouk  | Russie      | Défenseur      |
| 57  | 2e   | Geoff Paukovich | États-Unis  | Ailier gauche  |
| 112 | 4e   | Liam Reddox     | Canada      | Ailier gauche  |
| 146 | 5e   | Bryan Young     | Canada      | Défenseur      |
| 177 | 6e   | Max Gordichuk   | Canada      | Défenseur      |
| 208 | 7e   | Stéphane Goulet | Canada      | Ailier droit   |
| 242 | 8e   | Tyler Spurgeon  | Canada      | Centre         |
| 274 | 9e   | Björn Bjurling  | Suède       | Gardien de but |

### 2005
| No  | Tour | Nom                  | Nationalité | Position      |
| --- | ---- | -------------------- | ----------- | ------------- |
| 25  | 1er  | Andrew Cogliano      | Canada      | Centre        |
| 36  | 2e   | Taylor Chorney       | Canada      | Défenseur     |
| 81  | 3e   | Danny Syvret         | Canada      | Défenseur     |
| 86  | 3e   | Robby Dee            | États-Unis  | Centre        |
| 97  | 4e   | Chris VandeVelde     | États-Unis  | Centre        |
| 120 | 4e   | Viatcheslav Troukhno | Russie      | Centre        |
| 157 | 5e   | Fredrik Pettersson   | Suède       | Ailier gauche |
| 220 | 7e   | Matthew Glasser      | Canada      | Ailier gauche |

### 2006
| No  | Tour | Nom                  | Nationalité | Position       |
| --- | ---- | -------------------- | ----------- | -------------- |
| 45  | 2e   | Jeffrey Petry        | États-Unis  | Défenseur      |
| 75  | 3e   | Theo Peckham         | Canada      | Défenseur      |
| 133 | 5e   | Bryan Pitton         | Canada      | Gardien de but |
| 140 | 5e   | Cody Wild            | États-Unis  | Défenseur      |
| 170 | 6e   | Aleksandr Boumaguine | Russie      | Ailier gauche  |

### 2007
| No  | Tour | Nom           | Nationalité | Position      |
| --- | ---- | ------------- | ----------- | ------------- |
| 6   | 1er  | Sam Gagner    | Canada      | Centre        |
| 15  | 1er  | Alex Plante   | Canada      | Défenseur     |
| 21  | 1er  | Riley Nash    | Canada      | Centre        |
| 97  | 4e   | Linus Omark   | Suède       | Ailier gauche |
| 127 | 5e   | Milan Kytnar  | Slovaquie   | Centre        |
| 157 | 6e   | William Quist | Suède       | Ailier gauche |

### 2008
| No  | Tour | Nom               | Nationalité | Position      |
| --- | ---- | ----------------- | ----------- | ------------- |
| 22  | 1er  | Jordan Eberle     | Canada      | Centre        |
| 103 | 4e   | Johan Motin       | Suède       | Défenseur     |
| 133 | 5e   | Philippe Cornet   | Canada      | Ailier gauche |
| 163 | 6e   | Teemu Hartikainen | Finlande    | Centre        |
| 193 | 7e   | Jordan Bendfeld   | Canada      | Défenseur     |

### 2009
| No  | Tour | Nom                      | Nationalité | Position       |
| --- | ---- | ------------------------ | ----------- | -------------- |
| 10  | 1er  | Magnus Svensson Pääjärvi | Suède       | Ailier gauche  |
| 40  | 2e   | Anton Lander             | Suède       | Centre         |
| 71  | 3e   | Troy Hesketh             | États-Unis  | Défenseur      |
| 82  | 3e   | Cameron Abney            | Canada      | Ailier droit   |
| 99  | 4e   | Kyle Bigos               | États-Unis  | Défenseur      |
| 101 | 4e   | Toni Rajala              | Finlande    | Ailier droit   |
| 133 | 5e   | Olivier Bellavance-Roy   | Canada      | Gardien de but |

### 2010
| No  | Tour | Nom              | Nationalité | Position       |
| --- | ---- | ---------------- | ----------- | -------------- |
| 1er | 1er  | Taylor Hall      | Canada      | Ailier gauche  |
| 31  | 2e   | Tyler Pitlick    | États-Unis  | Centre         |
| 46  | 2e   | Martin Marincin  | Slovaquie   | Défenseur      |
| 48  | 2e   | Curtis Hamilton  | États-Unis  | Ailier gauche  |
| 61  | 3e   | Ryan Martindale  | Canada      | Centre         |
| 91  | 4e   | Jérémie Blain    | Canada      | Défenseur      |
| 121 | 5e   | Tyler Bunz       | Canada      | Gardien de but |
| 162 | 6e   | Brandon Davidson | Canada      | Défenseur      |
| 166 | 6e   | Drew Czerwonka   | Canada      | Ailier gauche  |
| 181 | 7e   | Kristiāns Pelšs  | Lettonie    | Ailier gauche  |
| 202 | 7e   | Kellen Jones     | Canada      | Centre         |

### 2011
| No  | Tour | Nom                 | Nationalité | Position       |
| --- | ---- | ------------------- | ----------- | -------------- |
| 1er | 1er  | Ryan Nugent-Hopkins | Canada      | Centre         |
| 19  | 1er  | Oscar Klefbom       | Suède       | Défenseur      |
| 31  | 2e   | David Musil         | Canada      | Défenseur      |
| 62  | 3e   | Samu Perhonen       | Finlande    | Gardien de but |
| 74  | 3e   | Travis Ewanyk       | Canada      | Ailier gauche  |
| 92  | 4e   | Dillon Simpson      | Canada      | Défenseur      |
| 114 | 4e   | Tobias Rieder       | Allemagne   | Centre         |
| 122 | 5e   | Martin Gernát       | Slovaquie   | Défenseur      |
| 182 | 7e   | Frans Tuohimaa      | Finlande    | Gardien de but |

### 2012
| No  | Tour | Nom             | Nationalité | Position      |
| --- | ---- | --------------- | ----------- | ------------- |
| 1er | 1er  | Naïl Iakoupov   | Russie      | Ailier droit  |
| 32  | 2e   | Mitchell Moroz  | Canada      | Ailier gauche |
| 63  | 3e   | Jujhar Khaira   | Canada      | Ailier gauche |
| 91  | 3e   | Daniil Jarkov   | Russie      | Ailier gauche |
| 93  | 4e   | Erik Gustafsson | Suède       | Défenseur     |
| 123 | 5e   | Joey Laleggia   | Canada      | Défenseur     |
| 153 | 6e   | John McCarron   | États-Unis  | Ailier droit  |

### 2013
| No  | Tour | Nom              | Nationalité | Position      |
| --- | ---- | ---------------- | ----------- | ------------- |
| 7   | 1er  | Darnell Nurse    | Canada      | Défenseur     |
| 56  | 2e   | Marc-Olivier Roy | Canada      | Centre        |
| 83  | 3e   | Bogdan Iakimov   | Russie      | Centre        |
| 88  | 3e   | Anton Slepychev  | Russie      | Ailier gauche |
| 94  | 4e   | Jackson Houck    | Canada      | Ailier droit  |
| 96  | 4e   | Kyle Platzer     | Canada      | Centre        |
| 113 | 4e   | Aidan Muir       | Canada      | Ailier gauche |
| 128 | 5e   | Evan Campbell    | Canada      | Ailier gauche |
| 158 | 6e   | Ben Betker       | Canada      | Défenseur     |
| 188 | 7e   | Gregory Chase    | Canada      | Ailier droit  |

### 2014
| No  | Tour | Nom                | Nationalité | Position       |
| --- | ---- | ------------------ | ----------- | -------------- |
| 3   | 1er  | Leon Draisaitl     | Allemagne   | Centre         |
| 91  | 4e   | William Lagesson   | Suède       | Défenseur      |
| 111 | 4e   | Zachary Nagelvoort | États-Unis  | Gardien de but |
| 130 | 5e   | Liam Coughlin      | États-Unis  | Centre         |
| 153 | 6e   | Tyler Vesel        | États-Unis  | Centre         |
| 183 | 7e   | Keven Bouchard     | Canada      | Gardien de but |

### 2015
| No  | Tour | Nom              | Nationalité        | Position       |
| --- | ---- | ---------------- | ------------------ | -------------- |
| 1er | 1er  | Connor McDavid   | Canada             | Centre         |
| 117 | 4e   | Caleb Jones      | États-Unis         | Défenseur      |
| 124 | 5e   | Ethan Bear       | Canada             | Défenseur      |
| 154 | 6e   | John Marino      | États-Unis         | Défenseur      |
| 208 | 7e   | Miroslav Svoboda | République tchèque | Gardien de but |
| 209 | 7e   | Ziat Païguine    | Russie             | Défenseur      |

### 2016
| No  | Tour | Nom                | Nationalité | Position       |
| --- | ---- | ------------------ | ----------- | -------------- |
| 4   | 1er  | Jesse Puljujärvi   | Suède       | Ailier droit   |
| 32  | 2e   | Tyler Benson       | Canada      | Ailier gauche  |
| 63  | 3e   | Markus Niemeläinen | Finlande    | Défenseur      |
| 84  | 3e   | Matthew Cairns     | Canada      | Défenseur      |
| 91  | 3e   | Filip Berglund     | Suède       | Défenseur      |
| 123 | 5e   | Dylan Wells        | Canada      | Gardien de but |
| 149 | 5e   | Graham McPhee      | États-Unis  | Ailier gauche  |
| 153 | 6e   | Aapeli Rasanen     | Finlande    | Centre         |
| 183 | 7e   | Vincent Desharnais | Canada      | Défenseur      |

### 2017
| No  | Tour | Nom                | Nationalité        | Position       |
| --- | ---- | ------------------ | ------------------ | -------------- |
| 22  | 1er  | Kailer Yamamoto    | États-Unis         | Ailier droit   |
| 78  | 3e   | Stuart Skinner     | Canada             | Gardien de but |
| 84  | 3e   | Dmitri Samoroukov  | Russie             | Défenseur      |
| 115 | 4e   | Ostap Safin        | République tchèque | Ailier droit   |
| 146 | 5e   | Kirill Maksimov    | Russie             | Ailier droit   |
| 177 | 6e   | Skyler Brind'Amour | États-Unis         | Centre         |
| 208 | 7e   | Philip Kemp        | États-Unis         | Défenseur      |

### 2018
| No  | Tour | Nom                | Nationalité | Position       |
| --- | ---- | ------------------ | ----------- | -------------- |
| 10  | 1er  | Evan Bouchard      | Canada      | Défenseur      |
| 40  | 2e   | Ryan McLeod        | Canada      | Centre         |
| 62  | 2e   | Olivier Rodrigue   | Canada      | Gardien de but |
| 164 | 6e   | Michael Kesselring | États-Unis  | Défenseur      |
| 195 | 7e   | Patrik Siikanen    | Finlande    | Centre         |

### 2019
| No  | Tour | Nom              | Nationalité        | Position       |
| --- | ---- | ---------------- | ------------------ | -------------- |
| 8   | 1er  | Philip Broberg   | Suède              | Défenseur      |
| 38  | 2e   | Raphaël Lavoie   | Canada             | Centre         |
| 85  | 3e   | Ilia Konovalov   | Russie             | Gardien de but |
| 100 | 4e   | Matěj Blümel     | République tchèque | Ailier droit   |
| 162 | 6e   | Tomáš Mazura     | République tchèque | Centre         |
| 193 | 7e   | Maksim Denejkine | Russie             | Centre         |

### 2020
| No  | Tour | Nom                | Nationalité | Position      |
| --- | ---- | ------------------ | ----------- | ------------- |
| 14  | 1er  | Dylan Holloway     | Canada      | Centre        |
| 100 | 4e   | Carter Savoie      | Canada      | Ailier gauche |
| 126 | 5e   | Tyler Tullio       | États-Unis  | Ailier droit  |
| 138 | 5e   | Maksim Beriozkine  | Russie      | Ailier gauche |
| 169 | 6e   | Filip Engaras      | Suède       | Centre        |
| 200 | 7e   | Jeremias Lindewall | Suède       | Ailier droit  |

### 2021
| No  | Tour | Nom               | Nationalité | Position      |
| --- | ---- | ----------------- | ----------- | ------------- |
| 22  | 1er  | Xavier Bourgault  | Canada      | Centre        |
| 90  | 3e   | Luca Munzenberger | Allemagne   | Défenseur     |
| 116 | 4e   | Jake Chiasson     | Canada      | Centre        |
| 180 | 6e   | Matveï Petrov     | Russie      | Ailier gauche |
| 186 | 6e   | Shane Lachance    | États-Unis  | Ailier gauche |
| 212 | 7e   | Maximus Wanner    | Canada      | Défenseur     |

### 2022
| No  | Tour | Nom             | Nationalité | Position       |
| --- | ---- | --------------- | ----------- | -------------- |
| 32  | 1er  | Reid Schaefer   | Canada      | Ailier gauche  |
| 158 | 5e   | Samuel Jonsson  | Suède       | Gardien de but |
| 190 | 6e   | Nikita Yevseyev | Russie      | Défenseur      |
| 222 | 7e   | Joel Määttä     | Finlande    | Centre         |

### 2023
| No  | Tour | Nom           | Nationalité | Position       |
| --- | ---- | ------------- | ----------- | -------------- |
| 56  | 2e   | Beau Akey     | Canada      | Défenseur      |
| 184 | 6e   | Nathaniel Day | Canada      | Gardien de but |
| 216 | 7e   | Matt Copponi  | États-Unis  | Centre         |

### 2024
| No  | Tour | Nom                | Nationalité | Position       |
| --- | ---- | ------------------ | ----------- | -------------- |
| 32  | 1er  | Sam O'Reilly       | Canada      | Ailier droit   |
| 64  | 2e   | Eemil Vinni        | Finlande    | Gardien de but |
| 160 | 5e   | Connor Clattenburg | Canada      | Centre         |
| 183 | 6e   | Albin Sundin       | Suède       | Défenseur      |
| 192 | 6e   | Dalyn Wakely       | Canada      | Centre         |
| 196 | 7e   | William Nicholl    | Canada      | Centre         |
| 218 | 7e   | Bauer Berry        | États-Unis  | Défenseur      |

### 2025
| No  | Tour | Nom               | Nationalité | Position       |
| --- | ---- | ----------------- | ----------- | -------------- |
| 83  | 3e   | Tommy Lafreniere  | Canada      | Ailier droit   |
| 117 | 4e   | David Lewandowski | Allemagne   | Ailier gauche  |
| 131 | 5e   | Asher Barnett     | États-Unis  | Défenseur      |
| 191 | 6e   | Daniel Salonen    | Finlande    | Gardien de but |
| 223 | 7e   | Aidan Park        | États-Unis  | Centre         |